# Aérodrome de Séguénéga
L'aérodrome de Séguénéga est une piste d’atterrissage d'usage public située près de Séguénéga, dans la province de Yatenga, au Burkina Faso. 
La piste s’étend à 50 mètres au sud et parallèle à la route N15.